# Турнова, Наталия Петровна
Наталия Петровна Турнова (род. 19 марта 1957, Кабул) — российская художница.

## Биография
Наталия Турнова родилась 19 марта 1957 года в Кабуле, Афганистан. Поступила на факультет художественного конструирования Московского высшего художественно-промышленного училища. По специальности Н. Турнова никогда не работала. После окончания института в 1983 году, произошла во многом определяющая дальнейший путь встреча с художником Борисом Орловым. Он также был знаком с мужем Н. Турновой и учил его скульптуре. Б. Оролов, однажды посмотрев работы Турновой, отметил, что они близки к неофициальному искусству. Художник также увидел в произвеедниях Турновой оригинальность, направленность в другую сторону от реалистичного искусства. По словам Турновой, это был определяющий момент, после которого она стало себя определять по-новому.
Н. Турнова была заинтересована неофициальным искусством и еще в 1975 году посещала павильон «Пчеловодство» и ДК ВДНХ.
С 1985 года член секции молодых художников и искусствоведов при МОСХ. С 1996 года член МОСХ (объединение художников-монументалистов).
В 2010 году проект «Диагноз» (2008-2010) Наталии Турновой попал в финал Премии Кандинского в номинации «Проект года». По словам автора, за работами из серии «Диагноз» не скрываются реальные люди. Это обобщенные образы состояний или переживаний, внутреннего движения и выражения человеческих эмоций.

## Творчество
Наталия Турнова появилась на художественной сцене во второй половине 1980-х годов, а, начиная с середины 1990-х ее персональные выставки стали проходить на ведущих экспозиционных пространствах Москвы. Н. Турнова - чуткий колорист, и в ее произведениях определяющую роль играет цвет. Ее ориентирами в искусстве были такие художники, как Анри Матисс, Анре Дерен и художники XX века, для которых цвет в их картинах играл основополагающую роль. В отличие, например, от поп-арта, который, как художественное направление, напротив, был совсем не близок Н. Турновой.
Самое первое появление на художественной сцене произошло в составе групповой экспозиции в Горкоме графиков на Малой Грузинской в 1985 году. Однако стоит отметить, что в а самом Горкоме Н. Турнова не состояла  выставлялась только один раз.

Интерес к жанру портрета возник в 1990-х годах. 
«По опыту я ощущала, что человека всегда интересует человек. А жанр портрета, как нам его преподносили в 1970-е — 1990-е, оставался достаточно традиционным, реалистическим. И если ты выходил за эти пределы, то уже обращал на себя внимание. Мне было интересно поработать с традиционным портретом, чтобы он оставался живописью, но превращался во что-либо другое». 
Первая персональная выставка открылась в сентябре 1990 года в Галерее «Риджина».

На второй выставке, проходившей уже в 1991 году в Галерее «Риджина» совместно с Василием Кравчуком, выставлялись «портреты» вещей. В интервью Н. Турнова объясняет уход от портретов людей следующим образом:
«Личность можно понять через одежду, а можно через автомобиль. Человек, закрытый в машине, обнажается через манеру поведения, езду и обустройство этого маленького жилища. Это верно и точно передает характер, и так можно сказать про многие вещи».
В начале 2010-х Турнова переосмысливает некоторые художественные позиции, что влияет на пластический и образный строй ее работ.

В последние годы Турнова «безмолствовала» и не выставлялась, работая над новым проектом. Н. Турнова считает, что художнику необходимо некоторое затворничество: «Только погрузившись в молчание и заглянув внутрь себя, можно понять, что тобой управляет, и попытаться бороться со страстями и искушениями, в плену которых ты оказался». Итогом стал проект  «Безмолвствующие», проходивший в Государственной Третьяковской галерее на Крымском валу с октября по ноябрь 2018 года, где были представлены произведения, ранее неизвестные публике, созданные автором за последние несколько лет. А именно, две новые серии работ, созданные за последние пять лет: одна из них, давшая название всей выставке, — это 7 скульптурных объектов, выполненных из металла, вторая состоит из 14 картин. Тема проекта «Безмолвствующие» – это показ  на первый взгляд скрытой внешним благополучием и спокойствием борьба человека со своими страстями, со своим внутренним «я». По мнению художника, только погрузившись в молчание и заглянув внутрь себя, человек может понять, что им управляет, и попытаться бороться со страстями, в плену которых он оказался. Выставка открывает новые, неожиданные грани искусства Наталии Турновой. Куратором проекта стал В. Мизиано.
Российский искусствовед А. Боровский сказал о работах Турновой следующее: «...главное качество сегодняшнего искусства Турновой — витальность», а именно, невероятная жизненная энергия.
Помимо живописи, Н. Турнова занимается скульптурой.
Н. Турнова является участником более 200 групповых международных и российских проектов, включая выставки в ГТГ, Государственном Русском музее, Московском музее современного искусства, международную биеннале скульптуры в Феллбахе (Германия) и биеннале графики в Калининграде.

## Проект «Коллекция - 2000»
В Галерее "Риджина" в 2000-м году прошел проект «Коллекция - 2000». Проект был посвящен проблемам гендера, в частности, проблемам медицинского насилия, которое переживают женщины. Для выставки были созданы цветные скульптуры и живопись, при этом проект сопровождали собственные тексты Н. Турновой.

## Персональные выставки
- 2018 — «Безмолвствующие». Москва.
- 2012 — «Бытие любит прятаться». Крокин галерея, Москва.[6]
- 2009 — «Диагноз». Крокин галерея, Москва.
- 2008 — «Персональная выставка». Московский музей современного искусства, Москва.
- 2007 — «Полководцы». Крокин галерея, Москва.
- 2007 — «Мистики». Галерея «Paperworks», Москва.
- 2005 — «Вне себя». Stella Art Gallery, Москва.
- 2004 — «Natalia Turnova: Spiele / Arbeiten 1987—2004». Галерея М. Зандман, Берлин.
- 2004 — Выставка объектов «Авто-шоу». Государственная Третьяковская галерея на Крымском валу, Москва.
- 2002 — «Любовь». Галерея «Риджина», Москва.
- 2000 — «Коллекция-2000». Галерея «Риджина», Москва.
- 1998 — «Хроника прошлого года» (серия картин и инсталляция посвящена памяти художника и фотографа Василия Кравчука). Галерея «Велта», Москва.
- 1997 — «Конец зоны ограничений». Галерея «Велта», Москва.
- 1996 — Выставка «Кубок Кремля». Спорткомплекс «Олимпийский», Москва.
- 1995 — «Преступление». Галерея «Риджина», Москва.
- 1991 — «Инструментарий» (совм. с В. Кравчуком). Галерея «Риджина», Москва.
- 1990 — «1-я персональная выставка Н. Турновой». Галерея «Риджина», Москва.

## Работы хранятся в собраниях
Московский музей современного искусства
Государственный Центр современного искусства, Москва